# Топурідзе Костянтин Тихонович
Топурідзе Костянтин Тихонович (1905—1977) — радянський архітектор, художник, реставратор, історик, педагог і літератор. Працював у Ленінграді та Москві.

## Біографія
Архітектор К. Т. Топурідзе — автор фонтанів: «Дружба народів», «Золотий колос», «Кам'яна квітка», споруджених у 1954 році на Виставці досягнень народного господарства (ВСХВ, ВДНГ) у Москві.
У 1934 році збудував у Ленінграді комплекс будинків для працівників фабрики «Червоний трикутник».
За проектами Топуридзе у Москві 1940 року було побудовано мости: Лефортовський, Госпітальний, і Костомаровський 1941 року.
У 1970 року за редакцією К. Т. Топуридзе публікується переклад В. М. Зайцева книги Ле Корбюзьє «Житлова одиниця в Марселі» (L'Unité d'habitation de Marseille, Le Corbusier, 1950) за виданням «Ле Корбюзьє. Архітектура XX століття».
У 1969 року в нього стався перший інфаркт, помер другого інфаркту в 1977 році.
Похований у Москві, на Введенському цвинтарі (3 уч.).

## Родина
Дружина — актриса Рина Зелена.
Брат — скульптор Валентин Багратович Топурідзе.